# Scottish Division A 1949-1950
La Scottish Division A 1949-1950  è stata la 53ª edizione della massima serie del campionato scozzese di calcio, disputato tra il 10 settembre 1949 e il 1º maggio 1950 e concluso con la vittoria dei Rangers, al loro ventisettesimo titolo, il secondo consecutivo.
Capocannoniere del torneo è stato William Bauld (Hearts) con 30 reti.

## Classifica finale
Fonte:
|  | Pos. | Squadra            | Pt | G  | V  | N  | P  | GF | GS | QR    |
|  | ---- | ------------------ | -- | -- | -- | -- | -- | -- | -- | ----- |
|  | 1.   | Rangers            | 50 | 30 | 22 | 6  | 2  | 58 | 26 | 2,231 |
|  | 2.   | Hibernian          | 49 | 30 | 22 | 5  | 3  | 86 | 34 | 2,529 |
|  | 3.   | Hearts             | 43 | 30 | 20 | 3  | 7  | 86 | 40 | 2,150 |
|  | 4.   | East Fife          | 37 | 30 | 15 | 7  | 8  | 58 | 43 | 1,349 |
|  | 5.   | Celtic             | 35 | 30 | 14 | 7  | 9  | 51 | 50 | 1,020 |
|  | 6.   | Dundee             | 31 | 30 | 12 | 7  | 11 | 49 | 46 | 1,065 |
|  | 7.   | Partick Thistle    | 29 | 30 | 13 | 3  | 14 | 55 | 45 | 1,222 |
|  | 8.   | Aberdeen           | 26 | 30 | 11 | 4  | 15 | 48 | 56 | 0,857 |
|  | 9.   | Raith Rovers       | 26 | 30 | 9  | 8  | 13 | 45 | 54 | 0,833 |
|  | 10.  | Motherwell         | 25 | 30 | 10 | 5  | 15 | 53 | 58 | 0,914 |
|  | 11.  | St. Mirren         | 25 | 30 | 8  | 9  | 13 | 42 | 49 | 0,857 |
|  | 12.  | Third Lanark       | 25 | 30 | 11 | 3  | 16 | 44 | 62 | 0,710 |
|  | 13.  | Clyde              | 24 | 30 | 10 | 4  | 16 | 56 | 73 | 0,767 |
|  | 14.  | Falkirk            | 24 | 30 | 7  | 10 | 13 | 48 | 72 | 0,667 |
|  | 15.  | Queen of the South | 16 | 30 | 5  | 6  | 19 | 31 | 63 | 0,492 |
|  | 16.  | Stirling Albion    | 15 | 30 | 6  | 3  | 21 | 38 | 77 | 0,494 |

Legenda:
      Campione di Scozia.
      Retrocesso in Scottish Division B 1950-1951.
Regolamento:
Due punti a vittoria, uno a pareggio, zero a sconfitta.
A parità di punti, le posizioni in classifica venivano determinate sulla base del quoziente reti.